# Liszt-Denkmal (Eisenstadt)

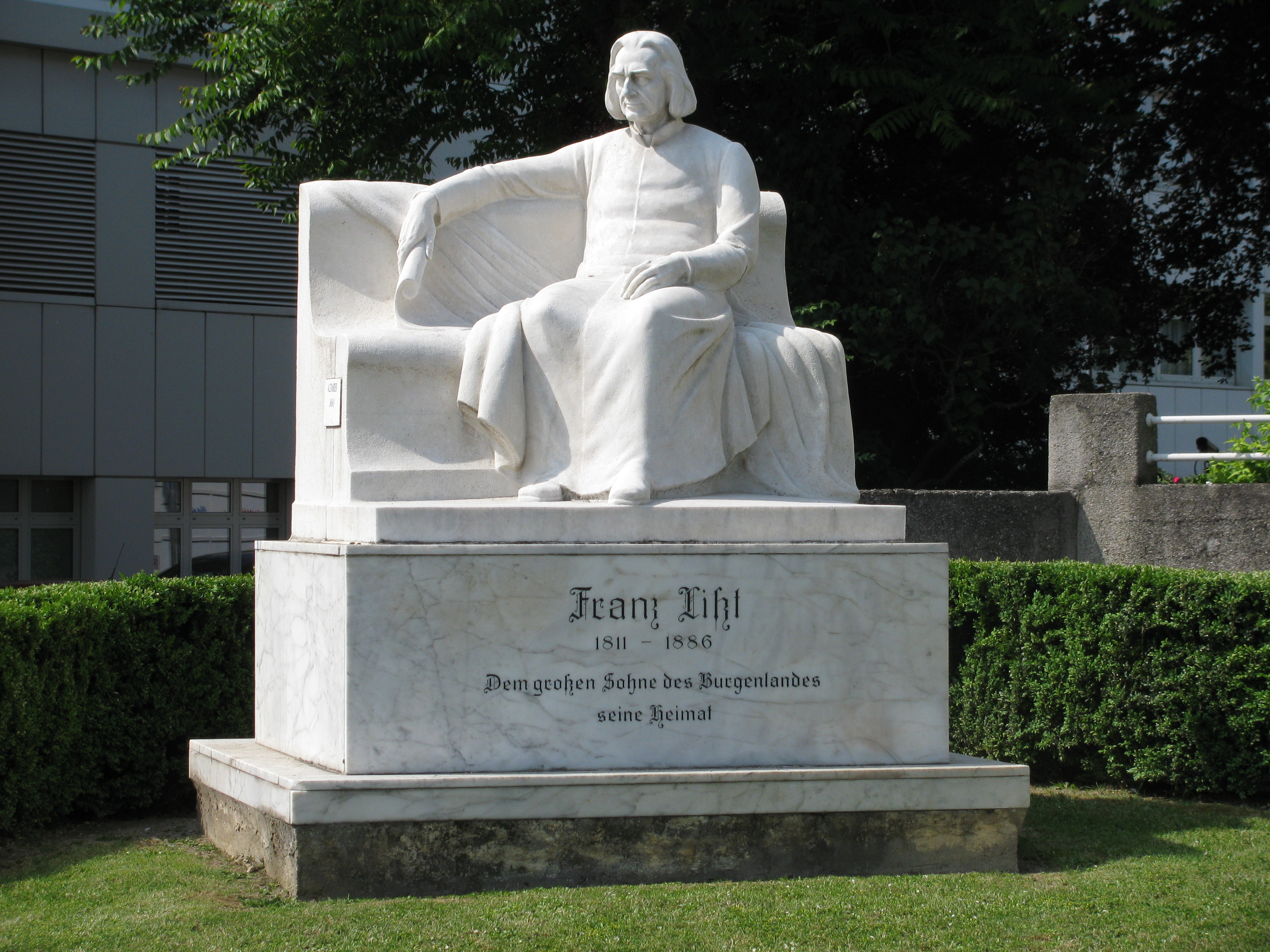
Franz-Liszt-Denkmal in Eisenstadt

Das Liszt-Denkmal in Eisenstadt ist eine Marmorskulptur, die dem österreich-ungarischen Pianisten und Komponisten Franz Liszt (1811–1886) gewidmet ist.

## Geschichte
Das Denkmal besteht aus weißem Marmor und wurde anlässlich des 125. Geburtstages von Franz Liszt 1936 von dem Bildhauer Alexander Sándor Járay geschaffen. Das Liszt-Denkmal ist unter der Objekt-ID 76678 denkmalgeschützt und befindet sich am Esterhazyplatz in Eisenstadt.

## Beschreibung
Als Material für die Liszt-Skulptur wurde weißer Marmor verwendet. Liszt sitzt leicht schräg versetzt auf einer Bank. Die Bank sowie der große rechteckige Sockel bestehen ebenfalls aus weißem Marmor. Unterhalb der Skulptur, auf der Vorderseite des Sockels befindet sich die folgende Inschrift:
Franz Liszt
1811–1886
Dem großen Sohne des Burgenlandes
seine Heimat